# David Raya
David Raya Martín (ur. 15 września 1995 w Barcelonie) – hiszpański piłkarz, występujący na pozycji bramkarza w angielskim klubie Arsenal oraz w reprezentacji Hiszpanii. Zwycięzca Mistrzostw Europy 2024.
Wychowanek Blackburn Rovers, w trakcie swojej kariery grał także w takich zespołach jak: Southport oraz Brentford.

## Kariera reprezentacyjna
26 marca 2022 zadebiutował w reprezentacji Hiszpanii w wygranym 2:1 meczu z Albanią.